# Jack (dessinateur)
 (mai 2018).
Pour les articles homonymes, voir Jack.
Jacques Koch, dit Jack est un dessinateur français, né à Strasbourg le 17 avril 1964.

## Biographie
Il grandit à Strasbourg et découvre le dessin dans son milieu familial. Il pratique ce medium pendant toute son enfance et son adolescence[réf. nécessaire].
Après un passage en faculté de psychologie, il intègre l'Éducation nationale en 1986. Il est « instituteur titulaire mobile remplaçant », ce qui lui permet d’exercer dans une multitude de contextes, de la maternelle à l’élémentaire. Durant ces expériences, il observe les comportements de ses collègues et de ses élèves[réf. nécessaire]. À cette époque, il se met à « croquer » les moments amusants et agaçants de sa vie quotidienne à l’école. En 2007, il ouvre un blog, intitulé Danger École. Il édite chaque année un agenda illustré destiné aux enseignants.
En 2009, il publie ses meilleurs dessins en album. Ceux-ci sont présentés dans un esprit de coq-à-l’âne, à la façon de la série Le Chat de Philippe Geluck. Quatre tomes de Danger École paraissent, suivis d’un album en « intégrale ».
Peu à peu, sa communauté s’élargit et dépasse le monde des enseignants. En 2014, après trois décennies d’enseignement, Jacques Koch démissionne de la fonction publique pour se consacrer à l’illustration. Après l'attentat contre Charlie Hebdo en 2015, un de ses dessins est montré lors des émissions de commémoration. Après l'élection présidentielle américaine de 2016, l'un de ses dessins est partagé 24 000 fois . En 2018, elle totalise plus de 37 000 abonnés sur les réseaux sociaux (essentiellement Facebook).
En 2016, il illustre le livre pratique Mon guide gynéco écrit par le Dr Teddy Linet et l’écrivaine Agnès Ledig. Il rédige ensuite, en collaboration avec cette dernière, L’Esprit Papillon, un guide de bien-être.
L’année 2018 voit la parution de deux titres :
- Un monde (presque) parfait, rétrospective d’une année de dessins d’actualité ;
- L’amour c’est…, recueil illustré, qui regroupe 200 contributions d’auteurs peu ou très connus : Franck Thilliez, Virginie Grimaldi, Gilles Legardinier, Aurélie Valognes… avec une préface de Baptiste Beaulieu.

Jacques Koch est aussi guitariste et chanteur dans le groupe Cold beer (rock acoustique).

## Publications

### Contributions (illustration)
- Mon guide gynéco (avec Agnès Ledig et Teddy Linet), Éditions Pocket, 2016
- L’Esprit Papillon (avec Agnès Ledig) Fleuve Éditions, 2016
- Je rêve d'un autre monde (avec Caroline Frisou et Aurore Monard), Éditions Leduc, janvier 2020
- Ernest et moi (avec Amélie Antoine) Michel Lafon,  octobre 2019
- Aïcha et les 40 lecteurs (avec Willy Hahn), Le Beau jardin, mars 2022

### Auteur
- Danger École tome 1, Le Verger Éditeur, 2009
- Danger École tome 2, Le Verger Éditeur, 2009
- Danger École tome 3, Le Verger Éditeur, 2011
- Danger École tome 4, Le Verger Éditeur, 2013
- Mon cahier de coloriage, Éditions JKI, 2015
- Petit Jacques aime l’hiver, Le Verger Éditeur, 2016
- Danger École intégrale, Le Verger Éditeur, 2017
- Une année (presque) parfaite, Éditions du Long Bec, 2018
- L’amour c’est… (collectif), Le Livre de Poche, novembre 2018
- La Bibliothèque, Le Verger Éditeur, septembre 2020
- L'enfance c'est… (collectif), Le Livre de Poche, octobre 2020
- La Terre c'est… (collectif), Fleuve Éditions, novembre 2022
- L'Alsace c'est… (collectif), Le Verger Editeur 2023
- Le Livre c'est… (collectif), Fleuve Éditions, Mars 2024